# Aphyllorchis queenslandica
Aphyllorchis queenslandica es una orquídea terrestre originaria del Sur de Asia, Sudeste de Asia y Australia.

## Distribución y hábitat
Se encuentra en Queensland, Australia en lugares con sombra en las selvas de las tierras bajas desde el nivel del mar a 250 metros.

## Descripción
Es una orquídea de tamaño mediano, que prefiere el clima cálido, tiene hábito terrestre micoheterótrofo sin hojas que tiene un tallo erecto de 30 a 70 cm de largo, de color morado oscuro, blanco moteado, delgado, y carnoso. Florece en el otoño y el invierno en una inflorescencia erecta, con 6 al 12 flores

## Taxonomía
Aphyllorchis queenslandica fue descrita por Alick William Dockrill y publicado en Orchadian (Australasian native orchid society) 1: 115. 1965.
Etimología
Aphyllorchis: nombre genérico derivado del idioma griego que significa "hojas de orquídeas".
queenslandica: epíteto geográfico que alude a su localización en Queensland.